# Okres Hajnówka
Okres Hajnówka (polsky Powiat hajnowski) je okres v polském Podleském vojvodství u hranic s Běloruskem. Rozlohu má 1623,65 km² a v roce 2024 zde žilo 38 527 obyvatel. Sídlem správy okresu je město Hajnówka.
Na území okresu se rozprostírá polská část Bělověžského pralesu, unikátní přírodní oblasti se zbytky původního panenského pralesa.

## Gminy
Městská:
- Hajnówka

Městsko-vesnická:
- Kleszczele

Vesnické:
- Białowieża
- Czeremcha
- Czyże
- Dubicze Cerkiewne
- Hajnówka
- Narew
- Narewka

## Města
- Hajnówka
- Kleszczele